# Bråtaskogen (naturreservat)
Bråtaskogen är ett naturreservat i Härryda kommun i Västra Götalands län.
Området är naturskyddat sedan 2013 och är 151 hektar stort. Reservatet omfattar två separata områden som rymmer skog, våtmarker och sjön Lilla Bråtatjärnen.  Reservatet består av ekskogar, tallskogar och granar.